# Nastro d'argento al millor guió
El Nastro d'argento (Cinta de plata) és un premi cinematogràfic concedit anyalment, des de 1946, pel Sindicat Nacional de Periodistes Cinematogràfics Italians (Sindacato Nazionale dei Giornalisti Cinematografici Italiani) l'associació italiana de crítics de cinema. Aquesta és la llista dels guanyadors del Nastro d'argento al millor guió, concedit des de 1948.

## Guanyadors
Els guanyadors estan indicats en negreta, seguits dels altres candidats.

### Anys 1948-1959
- 1948: Gaspare Cataldo, Guido Pala i Alberto Vecchietti - I fratelli Karamazoff
- 1949: Vittorio De Sica, Cesare Zavattini, Suso Cecchi D'Amico, Oreste Biancoli, Adolfo Franci i Gerardo Guerrieri - Ladri di biciclette
- 1950: Suso Cecchi D'Amico, Cesare Zavattini i Renato Castellani - È primavera
- 1951: Cesare Zavattini i Alessandro Blasetti - Prima comunione
- 1952: Ettore Maria Margadonna, Titina De Filippo i Renato Castellani - Due soldi di speranza
- 1953: no assignat
- 1954: Vitaliano Brancati, Sergio Amidei, Vincenzo Talarico i Luigi Zampa - Anni facili
- 1955: no assignat
- 1956: Pasquale Festa Campanile, Massimo Franciosa i Giuseppe Mancione - Gli innamorati
- 1957: Cesare Zavattini - Il tetto
- 1958: Valerio Zurlini, Leo Benvenuti, Piero De Bernardi i Alberto Lattuada - Guendalina
- 1959: Age & Scarpelli, Suso Cecchi D'Amico i Mario Monicelli - I soliti ignoti

### Anys 1960-1969
- 1960: Ennio De Concini, Alfredo Giannetti e Pietro Germi - Un maledetto imbroglio
- 1961: Pasquale Festa Campanile, Suso Cecchi D'Amico, Massimo Franciosa, Enrico Medioli e Luchino Visconti - Rocco e i suoi fratelli
- 1962: Ennio De Concini, Alfredo Giannetti i Pietro Germi - Divorzio all'italiana
- 1963: Pasquale Festa Campanile, Massimo Franciosa, Carlo Bernari i Nanni Loy - Le quattro giornate di Napoli
- 1964: Ennio Flaiano, Tullio Pinelli, Brunello Rondi i Federico Fellini - 8½
- 1965: Age & Scarpelli, Luciano Vincenzoni i Pietro Germi - Sedotta e abbandonata
- 1966: Ruggero Maccari, Ettore Scola i Antonio Pietrangeli - Io la conoscevo bene
- 1967: Age & Scarpelli, Luciano Vincenzoni i Pietro Germi - Signore & signori
- 1968: Ugo Pirro i Elio Petri - A ciascuno il suo
- 1969: Dino Maiuri, Massimo De Rita i Carlo Lizzani - Banditi a Milano

### Anys 1970-1979
- 1970: Fabio Carpi i Nelo Risi - Diario di una schizofrenica
- 1971: Adriano Baracco, Tullio Kezich, Alberto Lattuada i Piero Chiara - Venga a prendere il caffè da noi
- 1972: Leo Benvenuti, Piero De Bernardi e Nino Manfredi - Per grazia ricevuta
- 1973: Alberto Bevilacqua - Questa specie d'amore
- 1974: Tonino Guerra i Federico Fellini - Amarcord
- 1975: Age & Scarpelli i Ettore Scola - C'eravamo tanto amati
- 1976: Tullio Pinelli, Leo Benvenuti, Piero De Bernardi i Pietro Germi - Amici miei
- 1977: Sergio Amidei e Mario Monicelli - Un borghese piccolo piccolo
- 1978: Ruggero Maccari, Ettore Scola i Maurizio Costanzo - Una giornata particolare
- 1979: Ermanno Olmi - L'albero degli zoccoli

### Anys 1980-1989
- 1980: Age & Scarpelli i Ettore Scola - La terrazza
- 1981: Ruggero Maccari i Ettore Scola - Passione d'amore
- 1982: Tullio Pinelli, Leo Benvenuti, Piero De Bernardi, Bernardino Zapponi i Mario Monicelli - Il marchese del Grillo
- 1983: Paolo e Vittorio Taviani, Tonino Guerra i Giuliani G. De Negri - La notte di San Lorenzo
- 1984: Elvio Porta i Nanni Loy - Mi manda Picone
- 1985: Paolo i Vittorio Taviani i Tonino Guerra - Kaos
- 1986: Tullio Pinelli, Leo Benvenuti, Piero De Bernardi, Suso Cecchi D'Amico i Mario Monicelli - Speriamo che sia femmina
- 1987: Ruggero Maccari, Ettore Scola i Furio Scarpelli - La famiglia
- 1988: Massimo Troisi i Anna Pavignano - Le vie del Signore sono finite
- 1989: Tullio Kezich i Ermanno Olmi - La leggenda del santo bevitore

### Anys 1990-1999
- 1990: Pupi Avati - Storia di ragazzi e di ragazze
- 1991: Suso Cecchi D'Amico i Tonino Guerra - Il male oscuro
  - Luigi Magni - In nome del popolo sovrano
  - Vincenzo Cerami i Gianni Amelio - Porte aperte
  - Filippo Ascione, Umberto Marino i Sergio Rubini - La stazione
  - Cristina Comencini i Gérard Brach - I divertimenti della vita privata
- 1992: Andrea Barbato i Emidio Greco - Una storia semplice
  - Sandro Petraglia, Stefano Rulli i Daniele Luchetti - Il portaborse
  - Enzo Monteleone - Mediterraneo
  - Massimo Troisi i Anna Pavignano - Pensavo fosse amore... invece era un calesse
  - Vincenzo Cerami i Roberto Benigni – Johnny Stecchino
- 1993: Stefano Rulli, Sandro Petraglia i Gianni Amelio - Il ladro di bambini
  - Andrea Purgatori i Marco Risi - Nel continente nero
  - Mario Martone i Fabrizia Ramondino - Morte di un matematico napoletano
  - Francesco Tullio Altan i Sergio Staino - Non chiamarmi Omar
  - Ermanno Olmi i Maurizio Zaccaro - La valle di pietra
- 1994: Francesca Archibugi - Il grande cocomero
  - Maurizio Zaccaro - L'Articolo 2
  - Italo Moscati i Liliana Cavani - Dove siete? Io sono qui
  - Suso Cecchi D'Amico i Cristina Comencini - La fine è nota
  - Roberto Faenza - Jona che visse nella balena
- 1995: Alessandro D'Alatri - Senza pelle
  - Gianni Amelio, Andrea Porporati i Alessandro Sermoneta - Lamerica
  - Graziano Diana i Simona Izzo - Maniaci sentimentali
  - Ugo Pirro i Andrea Purgatori - Il giudice ragazzino
  - Francesco Bruni i Paolo Virzì - La bella vita
- 1996: Leone Pompucci, Filippo Pichi i Paolo Rossi - Camerieri
  - Mario Martone - L'amore molesto
  - Graziano Diana i Angelo Pasquini - Un eroe borghese
  - Sandro Petraglia, Stefano Rulli, Domenico Starnone i Daniele Luchetti - La scuola
  - Giuseppe Tornatore i Fabio Rinaudo - L'uomo delle stelle
- 1997: Giovanni Veronesi i Leonardo Pieraccioni - Il ciclone
  - Antonio Capuano - Pianese Nunzio, 14 anni a maggio
  - David Grieco, Michele Salimbeni i Sergio Citti - I magi randagi
  - Gloria Malatesta, Claudia Sbarigia i Peter Del Monte - Compagna di viaggio
  - Paolo Virzì i Francesco Bruni - Ferie d'agosto
- 1998: Vincenzo Cerami i Roberto Benigni - La vita è bella
  - Marco Bellocchio - Il principe di Homburg
  - Fabio Carpi - Nel profondo paese straniero
  - Davide Ferrario - Tutti giù per terra
  - Paolo Virzì, Francesco Bruni i Furio Scarpelli - Ovosodo
- 1999: Giuseppe Tornatore - La leggenda del pianista sull'oceano
  - Cristina Comencini - Matrimoni
  - Gianni Amelio - Così ridevano
  - Mario Martone - Teatro di guerra
  - Ettore Scola, Silvia Scola, Furio Scarpelli i Giacomo Scarpelli - La cena

### Anys 2000-2009
- 2000: Doriana Leondeff i Silvio Soldini - Pane e tulipani
  - Antonio i Pupi Avati - La via degli angeli
  - Bernardo Bertolucci i Clare Peploe - L'assedio
  - Enzo Monteleone i Angelo Orlando - Ormai è fatta!
  - Gabriele Muccino i Adele Tulli - Come te nessuno mai
- 2001: Claudio Fava, Marco Tullio Giordana i Monica Zapelli - I cento passi
  - Francesca Archibugi - Domani
  - Leonardo Fasoli i Gianluca Maria Tavarelli - Qui non è il paradiso
  - Linda Ferri, Nanni Moretti i Heidrun Schleef - La stanza del figlio
  - Ferzan Özpetek i Gianni Romoli - Le fate ignoranti
- 2002: Giulia Calenda, Cristina Comencini i Lucilla Schiaffino - Il più bel giorno della mia vita
  - Marco Bellocchio - L'ora di religione
  - Emanuele Crialese - Respiro
  - Enzo D'Alò i Umberto Marino - Momo alla conquista del tempo
  - Paolo Sorrentino - L'uomo in più
- 2003: Gabriele Muccino i Heidrun Schleef - Ricordati di me
  - Niccolò Ammaniti i Francesca Marciano - Io non ho paura
  - Massimo D'Anolfi i Roberta Torre - Angela
  - Roberto Faenza - Prendimi l'anima
  - Enzo Monteleone - El Alamein - La linea del fuoco
  - Ferzan Özpetek i Gianni Romoli - La finestra di fronte
- 2004: Sandro Petraglia i Stefano Rulli - La meglio gioventù
  - Franco Battiato i Manlio Sgalambro Perdutoamor
  - Marco Bellocchio - Buongiorno, notte
  - Salvatore Mereu - Ballo a tre passi
  - Francesco Bruni i Paolo Virzì - Caterina va in città
- 2005: Sergio Castellitto i Margaret Mazzantini - Non ti muovere
  - Gianni Amelio, Sandro Petraglia i Stefano Rulli - Le chiavi di casa
  - Pupi Avati - La rivincita di Natale
  - Davide Ferrario - Dopo mezzanotte
  - Andrea Frazzi, Antonio Frazzi, Marcello Fois, Diego De Silva i Ferdinando Vicentini Orgnani - Certi bambini
- 2006: Ugo Chiti i Giovanni Veronesi - Manuale d'amore
  - Alessandro D'Alatri, Gennaro Nunziante i Domenico Starnone - La febbre
  - Sandro Petraglia, Stefano Rulli, Giancarlo De Cataldo i Michele Placido – Romanzo criminale
  - Giuseppe Rocca, Laura Sabatino i Antonietta De Lillo - Il resto di niente
  - Gabriele Salvatores i Fabio Scamoni - Quo vadis, baby?
- 2007: Ferzan Özpetek i Gianni Romoli - Saturno contro
  - Antonio Capuano - La guerra di Mario
  - Emanuele Crialese - Nuovomondo
  - Linda Ferri, Federico Starnone, Francesco Giammusso i Kim Rossi Stuart - Anche libero va bene
  - Mario Monicelli, Alessandro Bencivenni i Domenico Saverni - Le rose del deserto
  - Giuseppe Tornatore - La sconosciuta
- 2008: Sandro Petraglia - La ragazza del lago i amb Daniele Luchetti i Stefano Rulli - Mio fratello è figlio unico
  - Francesco Bruni i Paolo Virzì - Tutta la vita davanti
  - Peter Del Monte i Michele Pellegrini - Nelle tue mani
  - Doriana Leondeff, Francesco Piccolo, Federica Pontremoli i Silvio Soldini - Giorni e nuvole
  - Michele Pellegrini i Gianni Zanasi - Non pensarci
- 2009: Paolo Sorrentino - Il divo
  - Francesca Archibugi - Questione di cuore
  - Maurizio Braucci, Ugo Chiti, Gianni Di Gregorio i Matteo Garrone - Gomorra
  - Fausto Brizzi, Massimiliano Bruno i Marco Martani - Ex
  - Jim Carrington, Andrea Purgatori i Marco Risi - Fortapàsc

### Anys 2010-2019
- 2010: Francesco Bruni, Francesco Piccolo i Paolo Virzì - La prima cosa bella
  - Ivan Cotroneo, Ferzan Özpetek - Mine vaganti
  - Alessandro Genovesi i Gabriele Salvatores - Happy Family
  - Gabriele Muccino - Baciami ancora
  - Sandro Petraglia, Stefano Rulli i Daniele Luchetti - La nostra vita
- 2011: Massimo Gaudioso - Benvenuti al Sud
  - Massimiliano Bruno i Edoardo Falcone amb la col·laboració de Fausto Brizzi - Nessuno mi può giudicare
  - Antonio Capuano - L'amore buio
  - Daniele Gaglianone - Pietro
  - Pasquale Scimeca i Nennella Buonaiuto amb la col·laboració de Tonino Guerra - Malavoglia
- 2012: Marco Tullio Giordana, Sandro Petraglia i Stefano Rulli - Romanzo di una strage
  - Carlo Verdone, Pasquale Plastino i Maruska Albertazzi - Posti in piedi in paradiso
  - Daniele Vicari i Laura Paolucci - Diaz - Don't Clean Up This Blood
  - Paolo Sorrentino i Umberto Contarello - This Must Be the Place
  - Francesco Bruni - Scialla! (Stai sereno)
- 2013: Roberto Andò i Angelo Pasquini - Viva la libertà
  - Marco Bellocchio, Veronica Raimo i Stefano Rulli - Bella addormentata
  - Giuseppe Piccioni i Francesca Manieri - Il rosso e il blu
  - Paolo Sorrentino i Umberto Contarello - La grande bellezza
  - Giuseppe Tornatore - La migliore offerta
- 2014: Francesco Bruni, Francesco Piccolo i Paolo Virzì - Il capitale umano
  - Daniele Luchetti, Sandro Petraglia, Stefano Rulli i Caterina Venturini - Anni felici
  - Nicola Lusuardi, Marco Simon Puccioni i Heidrun Schleef - Come il vento
  - Asia Argento i Barbara Alberti - Incompresa
  - Alice Rohrwacher - Le meraviglie
- 2015: Francesco Munzi, Fabrizio Ruggirello, Maurizio Braucci amb la col·laboració de Gioacchino Criaco - Anime nere
  - Nanni Moretti, Francesco Piccolo i Valia Santella - Mia madre
  - Francesca Archibugi i Francesco Piccolo - Il nome del figlio
  - Matteo Garrone, Edoardo Albinati, Ugo Chiti i Massimo Gaudioso - Il racconto dei racconti - Tale of Tales
  - Paolo Sorrentino - Youth - La giovinezza
- 2016: Paolo Virzì i Francesca Archibugi - La pazza gioia
  - Sergio Rubini, Carla Cavalluzzi i Diego De Silva - Dobbiamo parlare
  - Nicola Guaglianone i Menotti - Lo chiamavano Jeeg Robot
  - Filippo Bologna, Paolo Costella, Paolo Genovese, Paola Mammini i Rolando Ravello - Perfetti sconosciuti
  - Francesca Marciano, Stefano Mordini i Valia Santella - Pericle il nero
- 2017: Francesco Bruni - Tutto quello che vuoi
  - Claudio Giovannesi, Filippo Gravino i Antonella Lattanzi - Fiore
  - Margaret Mazzantini - Fortunata
  - Ugo Chiti, Gianfranco Cabiddu, Salvatore De Mola con Francesco Marino - La stoffa dei sogni
  - Alex Infascelli i Francesca Manieri - Piccoli crimini coniugali
- 2018: Paolo Sorrentino i Umberto Contarello - Loro
  - Gabriele Muccino i Paolo Costella amb la col·laboració de Sabrina Impacciatore - A casa tutti bene
  - Matteo Garrone, Ugo Chiti, Massimo Gaudioso - Dogman
  - Leonardo Di Costanzo, Maurizio Braucci i Bruno Oliviero - L'intrusa
  - Susanna Nicchiarelli - Nico, 1988
- 2019: Marco Bellocchio, Ludovica Rampoldi, Valia Santella, Francesco Piccolo, in collaborazione con Francesco La Licata - Il traditore
  - Francesca Marciano, Valia Santella, Valeria Golino, en col·laboració amb Walter Siti - Euforia
  - Edoardo De Angelis, Umberto Contarello - Il vizio della speranza
  - Claudio Giovannesi, Roberto Saviano, Maurizio Braucci - La paranza dei bambini
  - Roberto Andò, Angelo Pasquini, amb la col·laboració de Giacomo Bendotti - Una storia senza nome

### Anys 2020-2029
- 2020: Damiano i Fabio D'Innocenzo - Favolacce
  - Mario Martone i Ippolita Di Majo - Il sindaco del rione Sanità
  - Gianni Romoli, Silvia Ranfagni i Ferzan Ozpetek - La dea fortuna
  - Pietro Marcello i Maurizio Braucci - Martin Eden
  - Umberto Contarello i Sara Mosetti - Tutto il mio folle amore